# Salter's duck
Salter's duck (Salters and) også kendt som nodding duck (nikkende and) eller ved dens officielle navn Edinburgh duck (Edinburgh and) er en maskine, som omsætter bølgeenergi til elektricitet.
Bølgen inducerer rotation i et gyroskop placeret indeni den pæreformede "and" og en  elektrisk generator omsætter denne rotation til elektricitet med en overordnet effektivitet på op til 90%. Salter's duck blev opfundet Stephen Salter som reaktion på 1970'ernes oliekrise og var en af de første generatordesign foreslået til Wave Energy program i Storbritannien. Projektfinansieringen stoppede i de tidlige 1980'ere efter at oliepriserne faldt tilbage.